# Периптер

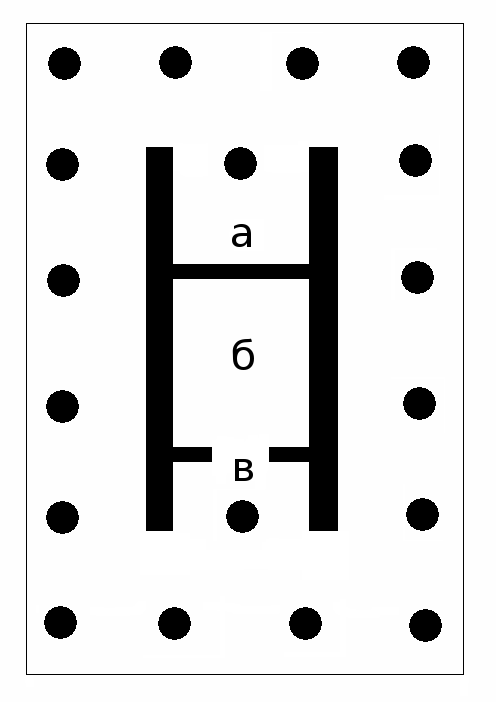
Периптер: а — опістодом, б — наос,
в — пронаос

Пери́птер (грец. περίπτερος — «з крилами навколо») — тип давньогрецького храму. Це прямокутна в плані будівля, з чотирьох сторін обрамлена колонадою (птерон), відстань від якої до стін наоса дорівнює одному інтерколумнію.
Всередині периптер звичайно складався з пронаоса і наоса (або целли), позаду наоса часто влаштовувався опістодом. Периптер усталився до початку VII ст. до н. е. і був найпоширенішим типом храму в епоху архаїки. Найяскравішим прикладом архаїчного периптеру є Парфенон.
Зовнішні форми периптеру часто використовувалися архітекторами класицизму.